# A Sailor's Lass (film 1907)
A Sailor's Lass è un cortometraggio muto del 1907 diretto e interpretato da Lewin Fitzhamon.

## Trama
Due pretendenti aspirano alla mano di una giovane ma lei respinge uno dei due che, allora, medita vendetta. Approfittando del fatto che la ragazza è sola con la sorellina, l'uomo cerca di rapirla ma lei gli sfugge. Interviene il padre: i due uomini lottano, ma il vecchio ha la peggio e rimane ucciso. Inseguito dal fidanzato della ragazza e dai suoi marinai, l'assassino viene alla fine catturato in riva al mare.

## Produzione
Il film fu prodotto dalla Hepworth.

## Distribuzione
Distribuito dalla Hepworth, il film - un cortometraggio - uscì nelle sale cinematografiche britanniche nel luglio 1907. Nell'ottobre dello stesso anno, la Williams, Brown and Earle lo presentò anche negli Stati Uniti.
Nel 1910, lo stesso regista avrebbe poi diretto un altro A Sailor's Lass, sempre prodotto dalla stessa compagnia.
Si conoscono pochi dati del film che, prodotto dalla Hepworth, fu distrutto nel 1924 dallo stesso produttore, Cecil M. Hepworth. Fallito, in gravissime difficoltà finanziarie, il produttore pensò in questo modo di poter almeno recuperare il nitrato d'argento della pellicola.